# Oresjnik
Oresjnik (bulgariska: Орешник) är ett distrikt i Bulgarien.   Det ligger i kommunen Obsjtina Topolovgrad och regionen Chaskovo, i den sydöstra delen av landet, 260 km öster om huvudstaden Sofia.
Trakten runt Oresjnik består till största delen av jordbruksmark. Runt Oresjnik är det glesbefolkat, med 20 invånare per kvadratkilometer.